# Tortue (formation)
Pour les articles homonymes, voir Tortue (homonymie).

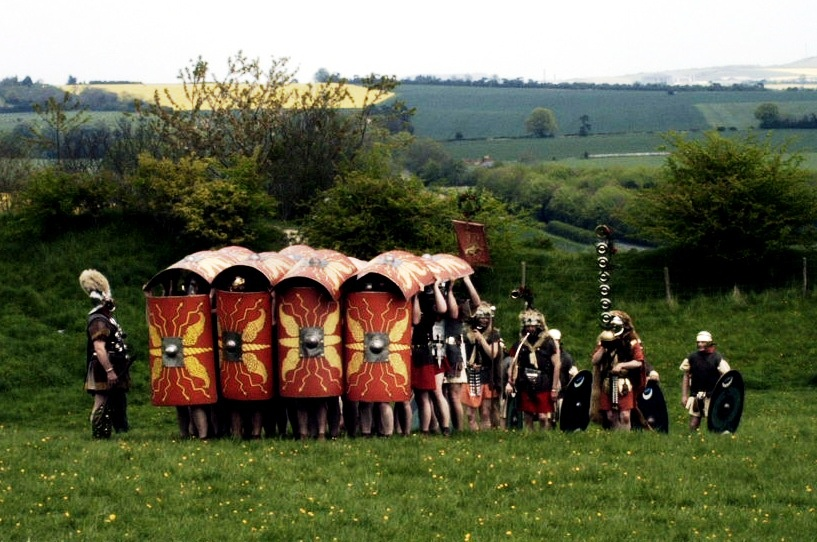
Formation en tortue

La tortue romaine est une formation  défensive des armées romaines, formation inventée par les Gaulois.

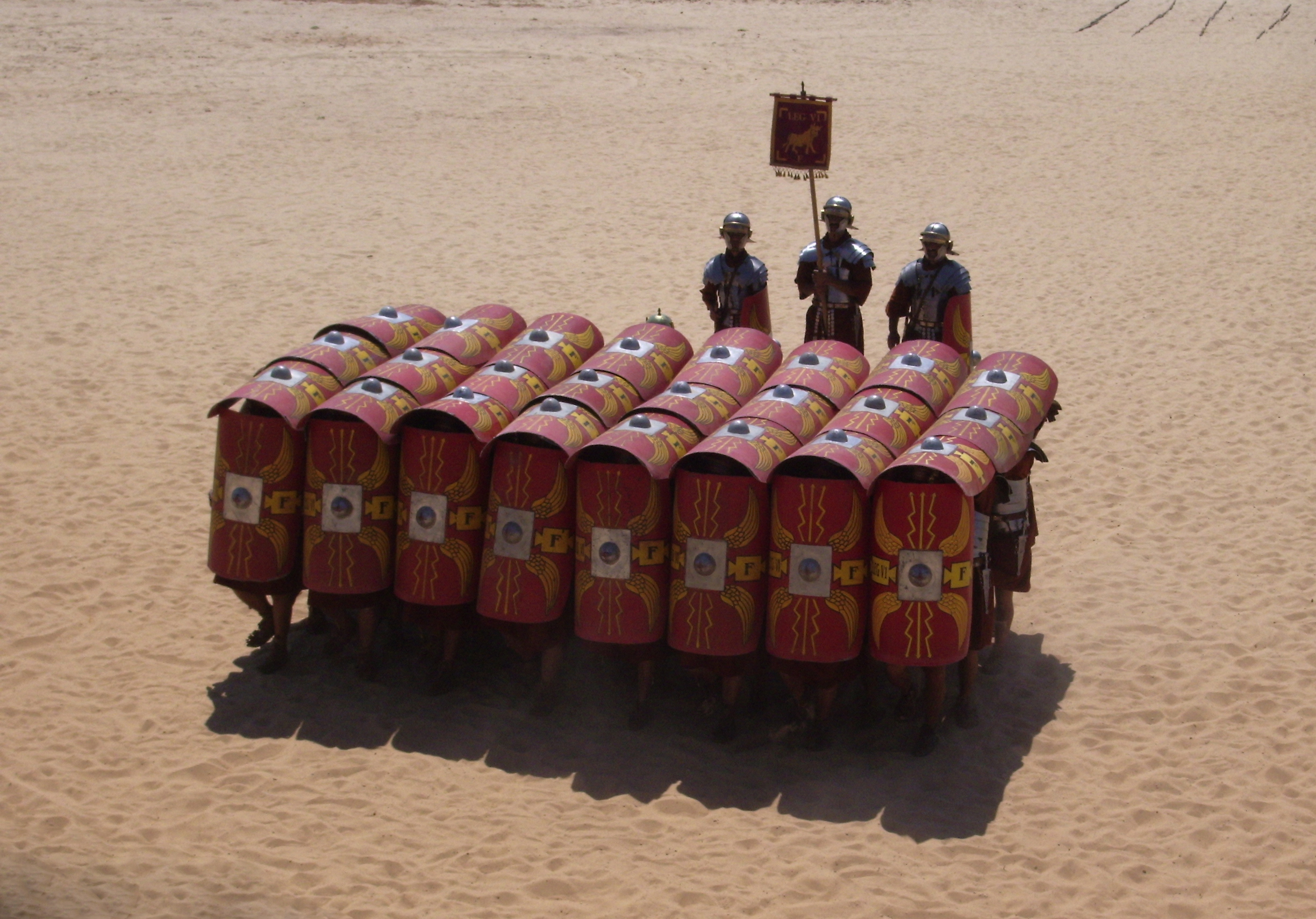
Reconstitution

Les soldats se groupent en carré, le bouclier des premiers rangs en avant et les autres boucliers placés à l'horizontale au-dessus de la tête, pour former une « carapace » de boucliers d'où le nom de tortue. Le pilum est placé en avant entre les boucliers, pour les premières lignes. Seul le centurion reste en dehors, pour mieux observer la bataille et diriger ses hommes.

## Avantages et inconvénients
Cette formation est une bonne protection contre les tirs de flèches. Elle permet aux légionnaires d'avancer et de réduire les pertes dues aux tirs adverses, notamment lors de sièges, même sous une pluie de projectiles. Néanmoins, elle est difficile à mettre en œuvre et à tenir, puisque les soldats doivent garder une parfaite cohésion entre eux (les manœuvres trop brusques ont tendance à la disloquer).
De plus, cette formation est lente et fatigue les soldats qui doivent avancer épaule contre épaule. Elle est vulnérable aux charges adverses, à cause de la haute densité d'hommes qui rend le combat rapproché difficile. Enfin, face à une armée ennemie, elle réduit la longueur de la ligne de front, ce qui empêche de dépasser les flancs ennemis et de protéger les siens.

## Culture populaire
Cette formation est représentée dans plusieurs albums d’Astérix où elle est utilisée par les Romains.

## Réutilisation contemporaine
Bien que la technique de la tortue ait disparu de l'usage militaire, elle est parfois adaptée par les contestataires lors des mouvements sociaux d'ampleur. Ainsi, la "tortue de parapluies" est une technique utilisée fréquemment à Hong-Kong durant les manifestations pro-démocratie de 2014 - d'où son nom de Révolte des parapluies - et de 2019-2020, ainsi qu'à Portland (Oregon, États-Unis) durant les protestations consécutives à la mort de George Floyd, dans les trois cas pour se protéger de l'usage très important du gaz lacrymogène fait par les différentes polices, et pour bloquer un maximum le champ de vision des policiers. Selon les documents publiés par les contestataires hongkongais, les manifestants doivent se tenir autant en carré que possible, tout en protégeant le haut et l'avant de la formation avec des parapluies et éventuellement des boucliers improvisés, afin de faire rebondir les projectiles, et certains parapluies fermés peuvent être également placés entre les parapluies déployés sur l'avant de la formation afin de rendre les charges contre les protestataires plus difficiles. Cependant, cette réinterprétation de la tortue ne protège pas particulièrement ses flancs, au contraire de la formation romaine.